# 하남감북 요금소
하남감북 요금소(河南甘北料金所, Hanam Gambuk TG)는 경기도 하남시 광암동에 위치한 세종포천고속도로 본선 상의 요금소이다. 
2025년 1월 1일 세종포천고속도로 안성 ~ 구리 구간이 개통되면서 영업을 개시했으며, 관리는 한국도로공사 하남감북영업소에서 하고 있다.

## 연혁
- 2025년 1월 1일 : 세종포천고속도로 남안성 ~ 남구리 구간 개통과 함께 영업 개시[1]